# Casalincontrada
Casalincontrada (Lu Casèle/Lu Casale in abruzzese) è un comune italiano di 2 970 abitanti della provincia di Chieti in Abruzzo.

## Storia
Nella seconda metà del Duecento Il borgo aveva il nome di Casalis Comitis, cioè "Casale del Conte", verosimilmente in onore di Gualtiero di Pagliara conte di Manoppello. Passò nel 1270 ai francesi Du Plessis fino al 1293, poi ai Colonna e infine ai Sully, seguendo le vicende storiche di Manoppello all'incirca fino al 1330.
Il borgo fu in seguito feudo dei Caracciolo da cui fu comprato per 4000 ducati da Giovan Battista del Giudice, gran signore di Amalfi.

## Monumenti e luoghi d'interesse

### Architetture religiose

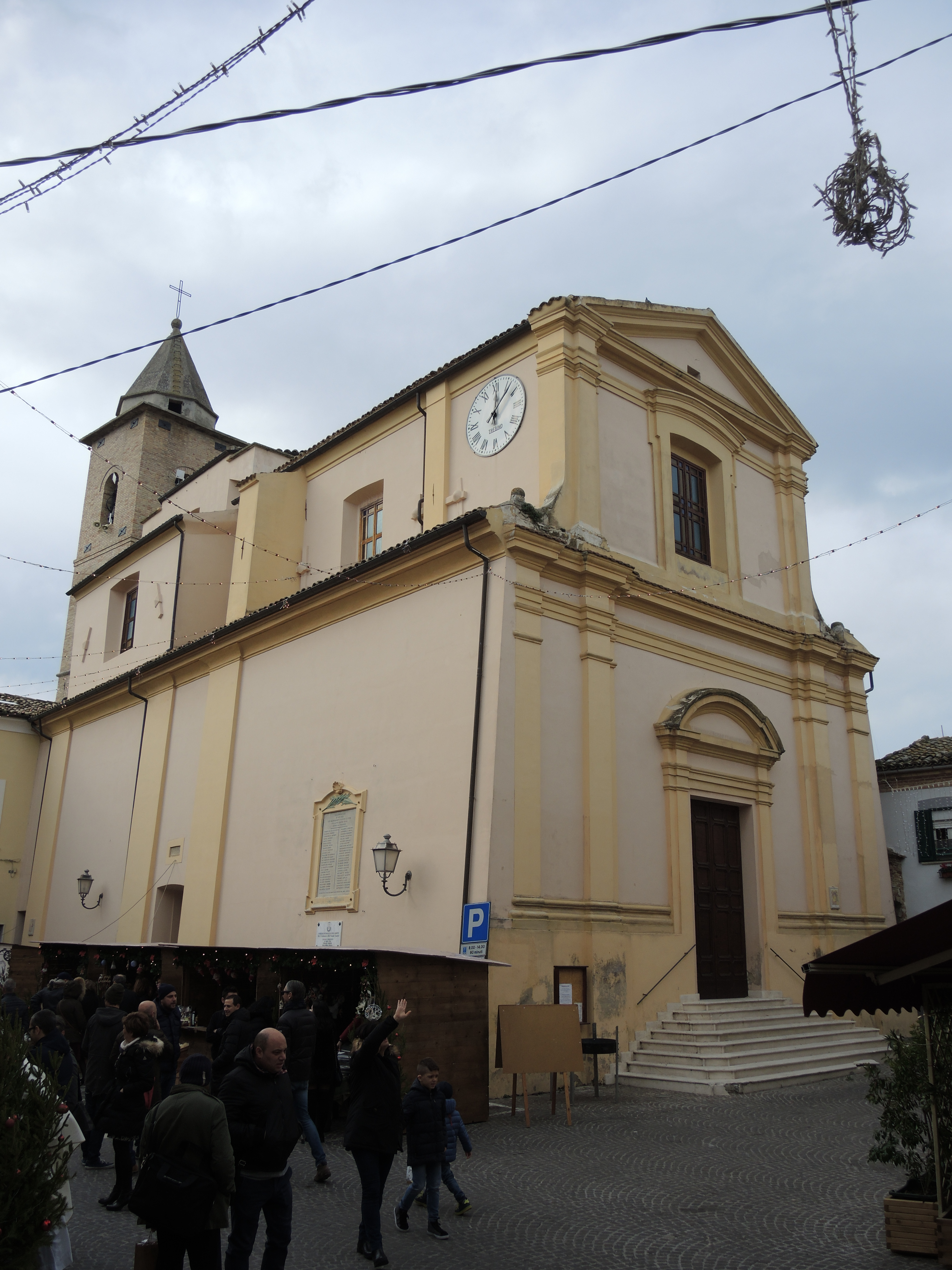
Chiesa di Santo Stefano

- Chiesa di Santo Stefano protomartire. È del XIV secolo.[7] Attualmente inaccessibile e pericolante a causa del terremoto dell’Aquila del 2009 . È Barocca. Il portale è sormontato da un timpano a lunetta. Il frontone è a timpano triangolare. Due lesene suddividono il corpo centrale più grande dai laterali più piccoli. L'orologio è sito su un lato del corpo centrale. Il campanile, sito nella parte posteriore della chiesa, è sormontato da una cuspide triangolare.[8]
- Chiesa di Santa Maria delle Grazie. È del XVI secolo. È stata restaurata.[7] è in stile romanico barocco. Il portale è sormontato da un timpano triangolare. Ai lati vi sono delle lesene, due per lato che sorreggono una banda cui poggia una lunetta con, ai lati, due rosoni circolari.[9]
- Chiesa di Santa Maria della Pietà, già di San Domenico, oggi sconsacrata. È del XIV secolo. Sulla porta laterale vi è un architrave in pietra scolpita da maestri dell'abbazia di San Liberatore a Maiella nel XII secolo.[7]

### Altri monumenti

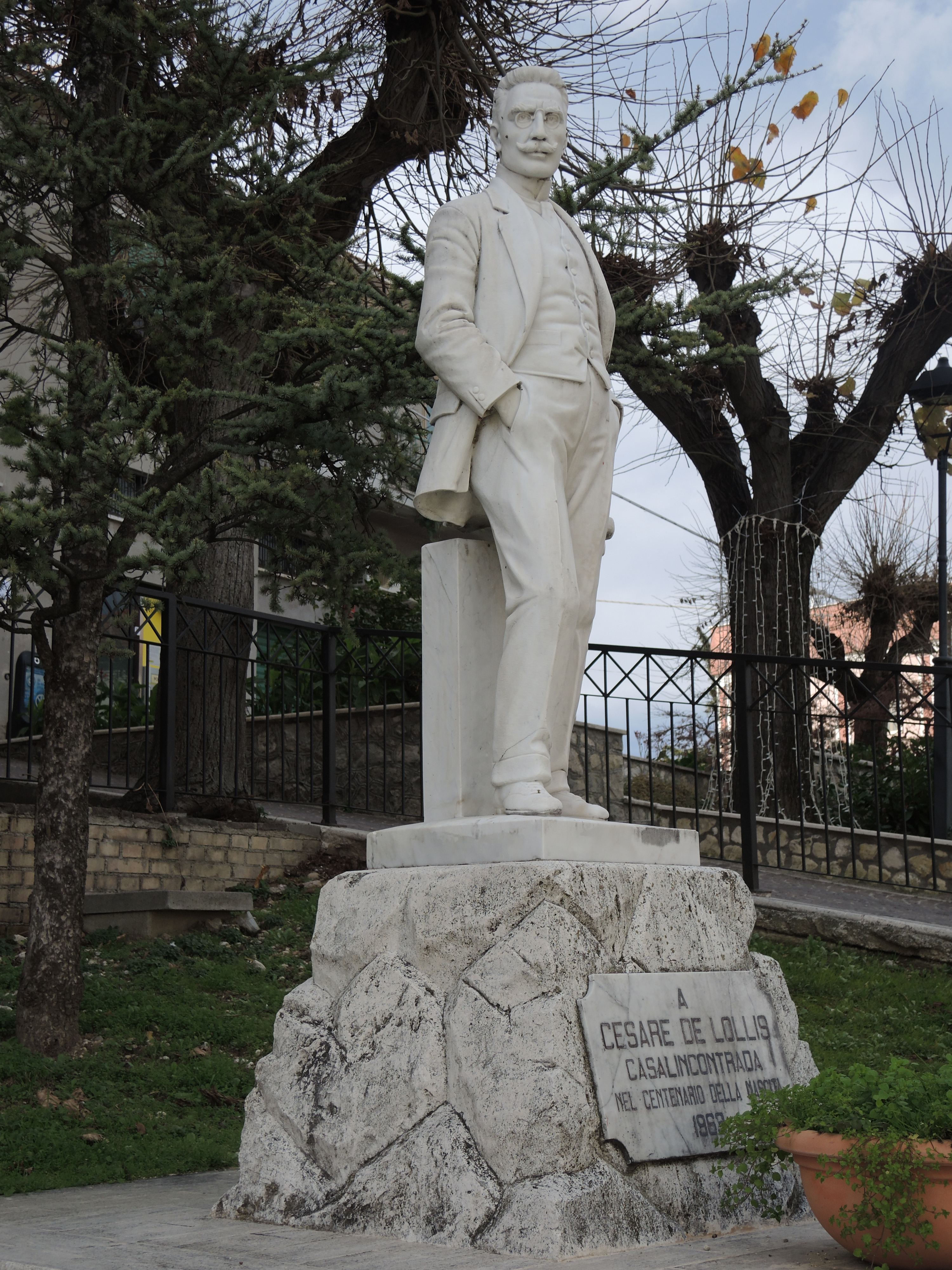
Monumento a Cesare De Lollis

- Arco d'ingresso (già "Porta da Capo") in mattoni a lavorazione scultorea del XIV secolo.[10]
- Porta di Cerretone.[10]
- Palazzo Municipale.[10] Il portale è sormontato da un balcone monumentale di epoca fascista (anni trenta).[11]
- Neviera. È in mattoni. Si tratta di una sorta di grande pozzo usato in estate come deposito di neve, immagazzinata e compressa durante l'inverno.[10] (prima metà del XVIII secolo)
- Fontana. È sita all'ingresso del paese.[10]
- Casa baronale Caracciolo-Del Giudice-De Felici  (secolo XVII), oggi della famiglia Tracanna
- Cisterna comunale, nel Largo S. Domenico (sec. XVI)
- Cesare de Lollis (statua), in via F. P. Michetti, eretta nel 1963, in occasione del centenario della nascita.
- Villa de Lollis, è sita all’ingresso del

## Società

### Evoluzione demografica
Abitanti censiti

## Amministrazione
| Periodo        | Periodo        | Primo cittadino     | Partito                                                | Carica  | Note          |
| -------------- | -------------- | ------------------- | ------------------------------------------------------ | ------- | ------------- |
| 23 aprile 1995 | 12 giugno 2004 | Anselmo Zuccarini   | Lista civica di Centro-sinistra                        | Sindaco | [ 13 ] [ 14 ] |
| 13 giugno 2004 | 25 maggio 2014 | Concetta Di Luzio   | Lista civica Insieme per il progresso                  | Sindaco | [ 15 ] [ 16 ] |
| 26 maggio 2014 | 26 maggio 2019 | Vincenzo Mammarella | Lista civica Trasparenza e Partecipazione              | Sindaco | [ 17 ]        |
| 26 maggio 2019 | 9 giugno 2024  | Vincenzo Mammarella | Lista civica Per Casale                                | Sindaco | [ 17 ]        |
| 9 giugno 2024  | in carica      | Vincenzo Mammarella | Lista civica Per Casale - Trasparenza e Partecipazione | Sindaco | [ 17 ]        |